# Czesław Michniewicz
Czesław Michniewicz, född 12 februari 1970 i Biarozaŭka, Vitryska SSR, Sovjetunionen, är en fotbollstränare och före detta målvakt. Han var förbundskapten för Polens herrlandslag i fotboll 2022.